# Comic Earth Star
Comic Earth Star (ヤングエース?, Yangu Ēsu) è una rivista giapponese mensile di manga shōnen edita dalla Earth Star Entertainment e fondata il 12 marzo 2011. È stata pubblicata su carta fino al 12 novembre 2014, quando è continuata in formato digitale online.

## Serie
- Alice Royale
- Ataraxia - Sengoku tenseiki
- Chotto matta!! Jisatsu Café
- D.C. III
- Devil Survivor 2 - Show Your Free Will
- Dōnano Kawamoto-san!
- Dracu-Riot! Honey!
- Yama no susume
- Enka to Hanamichi
- Heart Under the Blade
- Hell Mode ~Yarikomi Suki no Gamer wa Hai Settei no Isekai de Musou Suru~
- Kai Pilgrim
- Kemonogumi
- Koetama
- Koigoe
- Magical Chef Shōjo Shizuru
- Mahō shōjo nante mō ii desu kara.
- Majokko Minami-kun no Jijō
- Mangirl!
- Material Brave
- Morenja V
- Nadeshikoka.
- Neun Edda
- Nijiiro Septetta
- Nobunagun
- Nya Nya Nya Nya!
- Photo Kano - Memorial Pictures
- Pupa
- Record
- Sekai de ichiban tsuyoku naritai!
- Super Sonico Soni Koma
- Takamiya Nasuno desu!
- Teekyu
- Tokyo Jitensha Shōjo.
- Trace (Amematsu)
- Usakame
- Water Cube
- Zansatsu Hantō Akamemura
- Zenryoku idol!